# José Alberto Salazar Arana
José Alberto Salazar Arana (Buga 12 de febrero de 1964 - Gaitania 15 de octubre de 2008) fue un militar colombiano. Coronel del Ejército Nacional de Colombia.

## Biografía
Nació en Buga (Valle del Cauca) el 12 de febrero de 1964. Sus padres, Hernando Salazar Gil y Ludmila Arana González, cursó su bachillerato en el Colegio Académico de Buga, egresado de la Escuela Militar  de Cadetes General José María Córdova en 1983 como subteniente del arma de Ingenieros, haciendo parte del curso Gustavo Matamoros D'Costa. 
Ascendió a Coronel en diciembre de 2007, En sus 25 años de servicio al Ejército Nacional, realizó todos los cursos técnicos de su arma de combate, realizó su especialización en Alta  Gerencia en la Universidad Autónoma de Barranquilla.
Hizo parte de los Batallones Guardia Presidencial, Francisco José de Caldas, Colombia N°3 en el Sinaí, Batallón Codazzi, Fuerzas especiales N°1 y 2, Escuela de armas y servicios, Batallón de contraguerrillas N°44 Héroes del Río Iscuande, en el grado de Mayor fue Comandante del  Grupo Gaula Atlántico, Segunda Brigada, Batallón de Alta montaña N°6, Primera división, Brigada Móvil N°13 y la Brigada Móvil N°8.
Acreedor de 16 condecoraciones, medallas y distintivos, así como de 65 felicitaciones. 

## Muerte
Falleció cuando efectuaba actividades propias de su cargo como Comandante de Unidad Operativa menor en desarrollo de la operación Minerva a bordo del helicóptero HK4183, en un accidente ocurrido el 15 de octubre de 2008.

## Homenajes
Curso Coronel José Alberto Salazar Arana, subtenientes graduados en la Escuela Militar de Cadetes General José María Córdova en diciembre de 2008, Batallón de Ingenieros No. 30 Coronel José Alberto Salazar Arana de la Segunda División del Ejército Nacional, activado en 2010 y ubicado en Tibú (Norte de Santander).